# Dwars door Vlaanderen 2025
De Belgische wielerwedstrijd Dwars door Vlaanderen vond in 2025 plaats op 2 april. Op dezelfde dag werd zowel een mannen- als een vrouweneditie verreden.

## Mannen
De deelnemers die aan de start stonden in Roeselare namen deel aan de 79e editie van deze eendagsklassieker. In 2024 won de Amerikaan Matteo Jorgenson van Team Visma I Lease a Bike. Deze editie van 2025 was vier kilometer langer dan de vorige, waardoor de renners in totaal 184,2 kilometer moesten afleggen. Vroeg in de koers maakte de Nederlandse ploeg van Team Visma|Lease a Bike deze aantrekkelijk door op kop van het peloton de snelheid op te voeren. Het uiteindelijke doel werd al snel duidelijk; renners van de ploeg in een kopgroep weg laten rijden. En zo geschiedde, in navolging van Wout van Aert reden Tiesj Benoot en Jorgenson met nog 55 kilometer te gaan aan kop van de wedstrijd. Echter, hadden ze nog een metgezel uit een eerdere ontsnapping. De Amerikaan Neilson Powless completeerde het kwartet. Het viertal reed gezamenlijk naar de finishstreep in Waregem. Enkele honderden meters voor de eindstreep moest Jorgenson als eerst het hoofd buigen, voor hem zat de wedstrijd erop. Benoot trok de sprint aan voor Van Aert, waar Powless van kon profiteren en zodoende de Belg versloeg in een sprint-a-deux. Powless behaalde hiermee de tweede overwinning binnen van zijn ploeg van 2025. Het tijdsverschil was de gehele ontsnapping zeer gering, geruime tijd wisten de koplopers een verschil te behouden van rond de 30 seconden met het peloton. De Deen Mads Pedersen en de Nederlander Tibor del Grosso finishten 45 seconden na Powless.

### Uitslag
| Plaats  | Naam             | Ploeg                           | tijd     |
| ------- | ---------------- | ------------------------------- | -------- |
| Winnaar | Neilson Powless  | EF Education-EasyPost           | 3u57'14" |
| 2       | Wout van Aert    | Team Visma I Lease a Bike       | z.t.     |
| 3       | Tiesj Benoot     | Team Visma I Lease a Bike       | z.t.     |
| 4       | Matteo Jorgenson | Team Visma I Lease a Bike       | + 5"     |
| 5       | Mads Pedersen    | Lidl-Trek                       | + 45"    |
| 6       | Tibor del Grosso | Alpecin-Deceuninck              | z.t.     |
| 7       | Dries De Bondt   | Decathlon AG2R La Mondiale Team | + 47     |
| 8       | Arjen Livyns     | Lotto                           | z.t.     |
| 9       | Stefan Küng      | Groupama-FDJ                    | z.t.     |
| 10      | Alec Segaert     | Lotto                           | z.t.     |

## Vrouwen
De vrouwelijke deelneemsters aan deze klassieker op Belgische bodem reden de dertiende editie. Marianne Vos won de vorige editie, deze editie stapte zij vroegtijdig af. Net voor de kasseien van de Huisepontweg trok Elisa Longo Borghini solo in de aanval vanuit de kopgroep. De Italiaanse vervolledigde een solo van 26 kilometer tot de eindstreep, wat haar de overwinning opleverde. Amper een halve minuut na Longo Borghini kwam Lotte Kopecky als tweede over de streep, nadat ze de sprint met de overgebleven vijftien renners naar haar hand zette.

### Uitslag
| Plaats  | Naam                      | Ploeg                | tijd     |
| ------- | ------------------------- | -------------------- | -------- |
| Winnaar | Elisa Longo Borghini      | UAE Team ADQ         | 3u12'49" |
| 2       | Lotte Kopecky             | Team SD Worx-Protime | + 29"    |
| 3       | Elisa Balsamo             | Lidl-Trek            | z.t.     |
| 4       | Puck Pieterse             | Fenix-Deceuninck     | z.t.     |
| 5       | Mischa Bredewold          | Team SD Worx-Protime | z.t.     |
| 6       | Liane Lippert             | Movistar Team        | z.t.     |
| 7       | Vittoria Guazzini         | FDJ-Suez             | z.t.     |
| 8       | Maria Giulia Confalonieri | Uno-X Mobility       | z.t.     |
| 9       | Elise Chabbey             | FDJ-Suez             | z.t.     |
| 10      | Marte Berg Edseth         | Uno-X Mobility       | z.t.     |

1945 · 1946 · 1947 · 1948 · 1949 · 1950 · 1951 · 1952 · 1953 · 1954 · 1955 · 1956 · 1957 · 1958 · 1959 · 1960 · 1961 · 1962 · 1963 · 1964 · 1965 · 1966 · 1967 · 1968 · 1969 · 1970 · 1971 · 1972 · 1973 · 1974 · 1975 · 1976 · 1977 · 1978 · 1979 · 1980 · 1981 · 1982 · 1983 · 1984 · 1985 · 1986 · 1987 · 1988 · 1989 · 1990 · 1991 · 1992 · 1993 · 1994 · 1995 · 1996 · 1997 · 1998 · 1999 · 2000 · 2001 · 2002 · 2003 · 2004 · 2005 · 2006 · 2007 · 2008 · 2009 · 2010 · 2011 · 2012 · 2013 · 2014 · 2015 · 2016 · 2017 · 2018 · 2019 · 2020 · 2021 · 2022 · 2023 · 2024 · 2025

Lijst van beklimmingen
Tour Down Under ·
Great Ocean Road Race ·
Ronde van de Verenigde Arabische Emiraten ·
Omloop Het Nieuwsblad ·
Strade Bianche ·
Parijs-Nice · 
Tirreno-Adriatico · 
Milaan-San Remo ·
Ronde van Catalonië ·
Classic Brugge-De Panne ·
E3 Saxo Classic ·
Gent-Wevelgem ·
Dwars door Vlaanderen ·
Ronde van Vlaanderen ·
Ronde van het Baskenland ·
Parijs-Roubaix ·
Amstel Gold Race ·
Waalse Pijl ·
Luik-Bastenaken-Luik ·
Ronde van Romandië ·
Eschborn-Frankfurt ·
Ronde van Italië ·
Critérium du Dauphiné ·
Ronde van Zwitserland ·
Copenhagen Sprint · 
Ronde van Frankrijk ·
Clásica San Sebastián ·
Ronde van Polen ·
BEMER Cyclassics ·
Renewi Tour ·
Ronde van Spanje ·
Bretagne Classic ·
GP van Quebec ·
GP van Montreal ·
Ronde van Lombardije ·
Ronde van Guangxi
Schwalbe Women's One Day Classic · 
Ronde van Valencia · 
Wielerweek van Valencia · 
GP Oetingen · 
Nokere Koerse · 
Dwars door Vlaanderen · 
Brabantse Pijl · 
Clásica Féminas de Navarra · 
Veenendaal-Veenendaal Classic · 
Ronde van Thüringen · 
GP Fourmies · 
GP Stuttgart · 
Ronde van Emilia · 
GP Ciudad de Eibar · 
Ronde van de Drie Valleien